# Metagonia panama
Metagonia panama là một loài nhện trong họ Pholcidae. Loài này được phát hiện ở Panama.